# Ranger–1
A Ranger–1 (angolul: útkereső) az első amerikai űrszonda, amelyet a Ranger-program keretében indítottak, Hold kutató műhold.

## Küldetés
A szondát a NASA Jet Propulsion Laboratoryban fejlesztettek ki. A NASA a Hold látható oldalának módszeres kutatását kezdte meg, amely a Surveyor-programmal, majd a Lunar Orbiter-programmal folytatódott és az Apolló-programmal, a Holdra szállással csúcsosodott ki. A Mariner-program keretében a kifejlesztett rendszert használták.

## Jellemzői
1961. augusztus 23-án a Cape Canaveral Air Force Station kilövőállomásról egy 140 tonnás három és fél (indításnál szilárd hajtóanyagú segédrakéták) fokozatú Atlas–Agena B rakétával állították Föld körüli pályára. Az orbitális egység pályája 91,1 perces, 32,9 fokos hajlásszögű, elliptikus pálya perigeuma 179 kilométer, az apogeuma 446 kilométer volt. Hossztengelyében stabilizált, a Hold–Nap összekötő egyenessel párhuzamos volt. A hordozóeszköz fokozatának sikertelen indítása miatt parkolópályán maradt, nem érte el a második kozmikus sebességet. Augusztus 30-án a Föld légkörébe érve befejezte szolgálatát, elégett.
A szondát egy hatszögletű vázra építették. Az energiaellátást kettő napelemtábla (8680 napelemlapocskával) illetve akkumulátorok segítségével (AgZn) biztosította. A testben illetve a tetején levő kúpos műszeres térben helyezték el a vidikon-televíziós kamerákat, az elektronikát és a helyzetszabályzót, a telepeket, a vezérlőegységet, a rádióadókat, a helyzetszabályzó hideggáztartályt, illetve -fúvókát. Átmérője 1,52 méter, magassága 2,51 méter. A nyitott napelemtáblák 4,57 méterrel növelték meg az átmérőjét. Tömege 306 kilogramm. A rádiókapcsolatot egy kis botantenna és egy, a Földre irányított, 1,2 méter átmérőjű parabolaantenna biztosította. Műszerei: Lyman-α napsugárzás-detektor, elektrosztatikus plazmaanalizátor, közepes energiájú kozmikus sugárzás-érzékelő, -ionizáló, kozmikus sugárzásmérő, -detektor, kozmikus sugárzásmérő, magnetométer, mikrometeorit-detektor.